# Esquadrão N.º 7 da RAAF
O Esquadrão N.º 7 foi um esquadrão de treino de voo australiano da Primeira Guerra Mundial e um esquadrão de bombardeiros médios da Segunda Guerra Mundial. O esquadrão foi formado na Inglaterra em outubro de 1917 como parte do Australian Flying Corps e foi desactivado no início de 1919. Foi reformado pela Real Força Aérea Australiana no papel em junho de 1940 e operacionalmente em janeiro de 1942. Depois de ter combatido durante a Guerra do Pacífico com aeronaves Lockheed Hudson e, mais tarde, bombardeiros DAP Beaufort, o esquadrão foi dissolvido pela segunda vez em dezembro de 1945.

## Aeronaves operadas
O esquadrão operou as seguintes aeronaves:
- Airco DH.6 (outubro de 1917 - 1918);
- Royal Aircraft Factory RE8 (outubro de 1917 - 1918);
- Royal Aircraft Factory BE2 (outubro de 1917 - 1919);
- Avro 504 (fevereiro de 1918 - 1919);
- Bristol Fighter (fevereiro de 1918 - 1919);
- Lockheed Hudson (janeiro de 1940 - agosto de 1942);
- DAP Beaufort (agosto de 1942 - dezembro de 1945).